# Společenská nebezpečnost
Společenská nebezpečnost (přesněji nebezpečnost činu pro společnost) označovala v trestním právu způsobilost trestného činu vážnou měrou ohrozit nebo porušit společenské zájmy chráněné trestním zákonem, tedy objekt trestného činu. Byla materiální podmínkou trestného činu, což znamená, že nemohlo jít o trestný čin, jestliže čin nenaplňoval zákonem požadovaný stupeň nebezpečnosti pro společnost. Proto byla významným zákonným korektivem posuzování skutků z hlediska jejich trestnosti.
Aby mohlo jít o trestný čin, musel být čin více než nepatrně nebezpečný pro společnost (§ 3 odst. 2 tr. zák.), ve zvláštních případech více, než málo nebezpečný. Kritéria pro určování nebezpečnosti činu pro společnost byla demonstrativně vymezena v § 3 odst. 4 tr. zák. Kromě v zákoně ve skutkové podstatě uvedených kritérií mohly v konkrétním případě při určování stupně společenské nebezpečnosti hrát roli i kritéria jiná: 
- význam chráněného zájmu, který byl činem dotčen
- způsob provedení činu
- jeho následky
- okolnosti, za kterých byl čin spáchán
- osoba pachatele
- míra pachatelova zavinění
- pohnutka pachatele

Při posuzování nebezpečnosti konkrétního činu pro společnost bylo třeba zkoumat jednotlivá kritéria každé samostatně a poté všechna v jejich souhrnu. Nebezpečnosti činu pro společnost zahrnovala dvě roviny:
- typovou – vyjadřovala určitým způsobem zprůměrňovanou nebezpečnost toho kterého trestného činu pro společnost, tedy jak byly průměrně nebezpečné trestné činy. Jejím výrazem byla trestní sazba, kterou soud mohl pachateli trestného činu za ten který druh trestného činu uložit.
- konkrétní – vyjadřovala, jak byl kvalifikovaný trestný čin spatřovaný ve zcela konkrétním skutku nebezpečný pro společnost. Z pohledu konkrétního stupně nebezpečnosti činu pro společnost docházelo ke srovnání, jak je nebezpečný kvalifikovaný daný trestný čin spáchaný určitým skutkem a jak stejný trestný čin spáchaný skutkem jiným.

## Společenská škodlivost
Termín „společenská nebezpečnost“ byl znám ve starém trestním zákoně č. 140/1961 Sb. jako materiální znak trestného činu, v novém trestním zákoníku (zákon č. 40/2009 Sb.), byl nahrazen společenskou škodlivostí.